# Ісаель Альварес
Ісаель Альварес (ісп. Isael Álvarez; 2 лютого 1974) — кубинський боксер, призер чемпіонату світу серед аматорів.

## Аматорська кар'єра
На чемпіонаті світу 1997 завоював бронзову медаль.
- В 1/16 фіналу переміг Філіпа Бусіну (Чехія) — RSC 2
- В 1/8 фіналу переміг Ентоні Стюарта (США) — RSCH 5
- У чвертьфіналі переміг Юсуфа Озтюрка (Туреччина) — 13-1
- У півфіналі програв Фредеріку Серра (Франція) — 5-13

На Олімпійських іграх 2000 переміг Джакоббе Фрагомені (Італія) —RSC, а в наступному бою програв Олжасу Оразалієву (Казахстан) —  RSC.